# Un lugar en el mundo
Un lugar en el mundo is een Argentijnse film uit 1992, geregisseerd door Adolfo Aristarain.

## Verhaal
Mario en Ana leven in een Argentijnse vallei samen met hun 12 jaar oude zoon Ernesto. Mario runt een school en Ana leidt samen met de progressieve non Nelda een kliniek. Ze geven onderdak aan de Spaanse ingenieur Hans, die komt onderzoeken of er een stuwdam kan worden gebouwd in de vallei, die ertoe zal leiden dat de boeren uit de vallei moeten vertrekken.

## Rolverdeling
| Acteur           | Personage |
| ---------------- | --------- |
| José Sacristán   | Hans      |
| Federico Luppi   | Mario     |
| Leonor Benedetto | Nelda     |
| Cecilia Roth     | Ana       |
| Rodolfo Ranni    | Andrada   |
| Hugo Arana       | Zamora    |
| Gastón Batyi     | Ernesto   |
| Lorena del Río   | Luciana   |
| Mario Alarcón    | Juan      |

## Oscar controverse
De film werd genomineerd voor de Academy Award voor Beste niet-Engelstalige film, maar werd na de nominatie alsnog niet-ontvankelijk verklaard. Volgens de Academy of Motion Pictures Arts & Sciences had Uruguay, het land dat de film had ingediend, onvoldoende artistieke invloed bij de totstandkoming van de film, en was de film als gevolg daarvan feitelijk een Argentijnse film.
Regisseur Adolfo Aristarain reageerde dat de film een co-productie was tussen beide landen, en dat er meerdere Uruguayanen hadden meegewerkt aan de film, waaronder scenarioschrijver Kathy Saavedra, acteur Gaston Batyi en producent Mirna Rosales. Hij ging daarom in beroep tegen het besluit.
De rechter stelde vast dat de organisatie laks was geweest, maar wel de regels had gevolgd. Aristarain besloot niet in  beroep te gaan, aangezien de stembiljetten al waren verstuurd.
Als reactie op de controverse rond de diskwalificatie, nam de Academy in de zomer van 1993 nieuwe richtlijnen aan om in aanmerking te komen voor de categorie Beste niet-Engelstalige film.

## Prijzen en nominaties
De film won 16 prijzen en werd voor 7 andere genomineerd. Een selectie:
| Jaar | Evenement                      | Categorie                            | Genomineerde                                      | Resultaat   |
| ---- | ------------------------------ | ------------------------------------ | ------------------------------------------------- | ----------- |
| 1992 | San Sebastián (40ste editie)   | Gouden Schelp voor beste film        | Un lugar en el mundo                              | Gewonnen    |
| 1993 | Premios Goya (7de editie)      | Beste Spaanstalige buitenlandse film | Un lugar en el mundo                              | Gewonnen    |
| 1993 | Academy Award (65ste editie)   | Beste niet-Engelstalige film         | Un lugar en el mundo                              | Genomineerd |
| 1993 | Cóndor de Plata (41ste editie) | Beste film                           | Un lugar en el mundo                              | Gewonnen    |
| 1993 | Cóndor de Plata (41ste editie) | Beste regisseur                      | Adolfo Aristarain                                 | Gewonnen    |
| 1993 | Cóndor de Plata (41ste editie) | Beste acteur                         | Federico Luppi                                    | Gewonnen    |
| 1993 | Cóndor de Plata (41ste editie) | Beste actrice                        | Cecilia Roth                                      | Gewonnen    |
| 1993 | Cóndor de Plata (41ste editie) | Beste mannelijke bijrol              | José Sacristán                                    | Gewonnen    |
| 1993 | Cóndor de Plata (41ste editie) | Beste vrouwelijke bijrol             | Leonor Benedetto                                  | Genomineerd |
| 1993 | Cóndor de Plata (41ste editie) | Beste debuterend acteur              | Gaston Batyi                                      | Gewonnen    |
| 1993 | Cóndor de Plata (41ste editie) | Beste debuterend actrice             | Lorena del Río                                    | Genomineerd |
| 1993 | Cóndor de Plata (41ste editie) | Beste origineel scenario             | Adolfo Aristarain, Alberto Lecchi, Kathy Saavedra | Gewonnen    |
| 1993 | Cóndor de Plata (41ste editie) | Beste camerawerk                     | Ricardo DeAngelis                                 | Genomineerd |
| 1993 | Cóndor de Plata (41ste editie) | Beste montage                        | Eduardo López                                     | Genomineerd |
| 1993 | Cóndor de Plata (41ste editie) | Beste artdirector                    | Abel Facello                                      | Genomineerd |
| 1993 | Cóndor de Plata (41ste editie) | Beste filmmuziek                     | Emilio Kauderer                                   | Gewonnen    |